# Enargia fusca
Enargia fusca là một loài bướm đêm trong họ Noctuidae.